# Деймон, Грей
Грей Де́ймон (англ. Grey Damon, род. 24 сентября 1987, Блумингтон, Индиана) — американский актёр. Наиболее известен по роли Брайана Реззы телесериале «Девять жизней Хлои Кинг», Ли Ла Бека в телесериале «Тайный круг», Грейсона в сериале «Несчастные», а также Хастингса Ракла в шоу «Огни ночной пятницы».

## Биография
Родился в Блумингтоне, штат Индиана, но вырос в Боулдере, штат Колорадо. Любовь к актёрству он обнаружил в Денверском центре исполнительских искусств, когда получил первую профессиональную роль в постановке «Рождественской песни».
В настоящее время проживает в Лос-Анджелесе.

## Фильмография
| Год       |     | Русское название                   | Оригинальное название          | Роль                         |
| --------- | --- | ---------------------------------- | ------------------------------ | ---------------------------- |
| 2009      | с   | 90210: Новое поколение             | 90210                          | горячий официант             |
| 2009      | с   | Линкольн-хайтс                     | Lincoln Heights                | Серж                         |
| 2010      | с   | Университет                        | Greek                          | Хантер                       |
| 2010      | с   | 10 причин моей ненависти           | 10 Things I Hate About You     | Трей                         |
| 2010      | ф   |                                    | The Devil Within               | Джон                         |
| 2010      | с   | Настоящая кровь                    | True Blood                     | Китч Мейнард                 |
| 2010      | с   | Только правда                      | The Whole Truth                | Тодд Энглер                  |
| 2010      | тф  |                                    | The Odds                       | Зак Клейн                    |
| 2010—2011 | с   | Огни ночной пятницы                | Friday Night Lights            | Гастингс Ракл                |
| 2011      | с   | Девять жизней Хлои Кинг            | The Nine Lives of Chloe King   | Брайан Резза                 |
| 2012      | с   | Тайный круг                        | The Secret Circle              | Ли Лабек                     |
| 2013      | ф   | Перси Джексон и Море чудовищ       | Percy Jackson: Sea of Monsters | Крис Родригес                |
| 2013—2014 | с   | Социопат                           | Twisted                        | Арчи Йейтс                   |
| 2013      | с   | Американская история ужасов: Шабаш | American Horror Story: Coven   | Арчи Бренер                  |
| 2013      | ф   | Олдбой                             | Oldboy                         | юный Джозеф Дюссе            |
| 2014      | кор | Греи                               | The Grays                      | Лоуренс                      |
| 2014      | с   | Несчастные                         | Star-Crossed                   | Грейсон Монтроуз             |
| 2015—2016 | с   | Водолей                            | Aquarius                       | Брайан Шейф                  |
| 2016—2017 | с   | Флэш                               | The Flash                      | Сэм Скаддер / Магистр Зеркал |
| 2017      | ф   | Секс гарантирован                  | Sex Guaranteed                 | Кевин                        |
| 2017      | с   | Волшебники                         | The Magicians                  | дриада                       |
| 2018—2024 | с   | Пожарная часть 19                  | Station 19                     | Джек Гибсон                  |
| 2018      | ф   | Кадавр                             | The Possession of Hannah Grace | Эндрю Кёрц                   |
| 2019—2021 | с   | Анатомия страсти                   | Grey’s Anatomy                 | Джек Гибсон                  |